# Metrocles (bướm nhảy)
Metrocles là một chi bướm ngày thuộc họ Bướm nâu.